# Uruguay megyéi
Uruguay 19 megyéből (departamentos) áll:
1. Artigas (Artigas). 1884-ben alakult Salto megyéből.
2. Canelones (Canelones). Egyike a 6 eredeti megyének. 1816-ban alakították ki. Eredeti neve: Villa de Guadalupe
3. Cerro Largo (Melo). 1821-ben alakult.
4. Colonia (Colonia del Sacramento). Egyike a 6 eredeti megyének. 1816-ban alakították ki.
5. Durazno (Durazno). 1822-es alapítású. Eredeti neve Entre Ríos y Negro volt.
6. Flores (Trinidad). 1885-ben keletkezett San José megye egy részéből.
7. Florida (Florida). 1856-ban keletkezett San José megye egy részéből.
8. Lavalleja (Minas). 1837-ben keletkezett. Eredetileg Minas-nek hívták.
9. Maldonado (Maldonado). Egyike a 6 eredeti megyének. 1816-ban alakították ki. Eredeti neve San Fernando de Maldonado volt.
10. Montevideo (Montevideo). Egyike a 6 eredeti megyének. 1816-ban alakították ki.
11. Paysandú (Paysandú). 1820-ban alakult.
12. Río Negro (Fray Bentos). 1868-ban alakult, Paysandú megye egy részéből.
13. Rivera (Rivera). 1884-ben alakult Tacuarembó megye egy részéből.
14. Rocha (Rocha). Maldonado megye egy részéből alakították ki.
15. Salto (Salto). 1837-ben alakult.
16. San José (San José de Mayo). Egyike a 6 eredeti megyének. 1816-ban alakították ki.
17. Soriano (Mercedes). Egyike a 6 eredeti megyének. 1816-ban alakították ki. Eredeti neve Santo Domingo Soriano volt.
18. Tacuarembó (Tacuarembó). 1837-ben alakult.
19. Treinta y Tres (Treinta y Tres). 1884-ben alakult, Cerro Largo megye és Lavalleja megye részeiből.

## Népesség és terület
| Department     | Terület km² | Népesség 2006 | Népsűrűség | Főváros                |
| -------------- | ----------- | ------------- | ---------- | ---------------------- |
| Artigas        | 11 928      | 79 317        | 6,65       | Artigas                |
| Canelones      | 4 536       | 509 095       | 112,23     | Canelones              |
| Cerro Largo    | 13 648      | 89 383        | 6,55       | Melo                   |
| Colonia        | 6 106       | 120 855       | 10,79      | Colonia del Sacramento |
| Durazno        | 11 643      | 60 926        | 5,23       | Durazno                |
| Flores         | 5 144       | 25 609        | 4,59       | Trinidad               |
| Florida        | 10 417      | 69 968        | 4,97       | Florida                |
| Lavalleja      | 10 016      | 61 883        | 6,18       | Minas                  |
| Maldonado      | 4 793       | 147 391       | 30,75      | Maldonado              |
| Montevideo     | 530         | 1 342 474     | 2532,97    | Montevideo             |
| Paysandú       | 13 922      | 115 623       | 8,31       | Paysandú               |
| Río Negro      | 9 282       | 55 657        | 6,00       | Fray Bentos            |
| Rivera         | 9 370       | 109 267       | 11,66      | Rivera                 |
| Rocha          | 10 551      | 70 614        | 6,69       | Rocha                  |
| Salto          | 14 163      | 126 745       | 8,95       | Salto                  |
| San José       | 4 992       | 107 644       | 21,56      | San José de Mayo       |
| Soriano        | 9 008       | 87 073        | 9,67       | Mercedes               |
| Tacuarembó     | 15 438      | 94 613        | 6,13       | Tacuarembó             |
| Treinta y Tres | 9 676       | 49 769        | 5,14       | Treinta y Tres         |